# Babbie
Babbie es un pueblo del Condado de Covington, Alabama, Estados Unidos. En el censo de 2000, su población era de 627. 

## Demografía
En el 2000 la renta per cápita promedia del hogar era de $ 26.328$, y el ingreso promedio para una familia era de 31.875$. El ingreso per cápita para la localidad era de 13.628$. Los hombres tenían un ingreso per cápita de 27.054$ contra 17.000$ para las mujeres.

## Geografía
Babbie está situado en 31°18′2″N 86°19′9″O / 31.30056, -86.31917 (31.300460, -86.319293).
Según la Oficina del Censo de los EE. UU., la ciudad tiene un área total de 11.60 millas cuadradas (30.04 km ²).